# Јустин Јаворек
Јустин Јаворек, (чеш. Justín Javorek; Водјеради 14. септембар 1936 — 15. септембар 2021) био је словачки тренер и словачки и чехословачки голман. Са репрезентацијом Чехословачке освојио је бронзану медаљу на Европском првенству у фудбалу 1960., али никада није одиграо ни једну утакмицу за А-тим Чехословачке. 

## Каријера
У првој лиги Чехословачке бранио је за екипе ФК Татран Прешов и ФК Интер Дубравка Братислава. Након тога одлази у Турску гдје постаје први професионални играч. По завршетку играчке каријере постаје фудбалски тренер, тренирајући измеђи осталих и турске клубове ФК Галатасарај и ФК Алтај.

## Лигашки учинак
| Сезона                       | Утакмица | Голова | Клуб                         |
| ---------------------------- | -------- | ------ | ---------------------------- |
| 1. чехословачка лига 1957/58 | 5        | 0      | ФК Татран Прешов             |
| 1. чехословачка лига 1958/59 | 21       | 0      | ФК Татран Прешов             |
| 1. чехословачка лига 1959/60 | 6        | 0      | ФК Интер Дубравка Братислава |
| 1. чехословачка лига 1960/61 | 19       | 0      | ФК Интер Дубравка Братислава |
| 1. чехословачка лига 1961/62 | 9        | 0      | ФК Интер Дубравка Братислава |
| 1. чехословачка лига 1962/63 | 9        | 0      | Словнафт Братислава          |
| 1. чехословачка лига 1963/64 | 1        | 0      | Словнафт Братислава          |
| 1. чехословачка лига 1964/65 | 4        | 0      | Словнафт Братислава          |
| 1. чехословачка лига 1965/66 | 2        | 0      | ФК Интер Братислава          |
| 1. чехословачка лига 1966/67 | 2        | 0      | ФК Интер Братислава          |
| 1. чехословачка лига 1967/68 | 12       | 0      | ФК Интер Братислава          |
| 1. чехословачка лига 1968/69 | 11       | 0      | ФК Интер Братислава          |
| УКУПНО                       | 101      | 0      |                              |